# 渋沢正一
渋沢 正一（しぶさわ まさかず、1920年5月17日 - 1981年12月8日）は、日本の実業家。渋沢栄一の孫。アジア経済研究所理事長（1958年 - 1967年）、海外技術協力事業団（1967年 - 1970年）、渋沢事務所社長（1970年 - 1981年）を務めた。
東京帝国大学農学部を卒業。

## 家族
父は渋沢栄一の三男の渋沢正雄。母は池田鄰子。従兄弟に渋沢敬三（子爵）と渋沢信雄。従兄弟違（従兄・敬三の長男）に渋沢雅英。
妻・和子は植村甲午郎の娘。子供に渋沢寿一がいる。